# Wasven

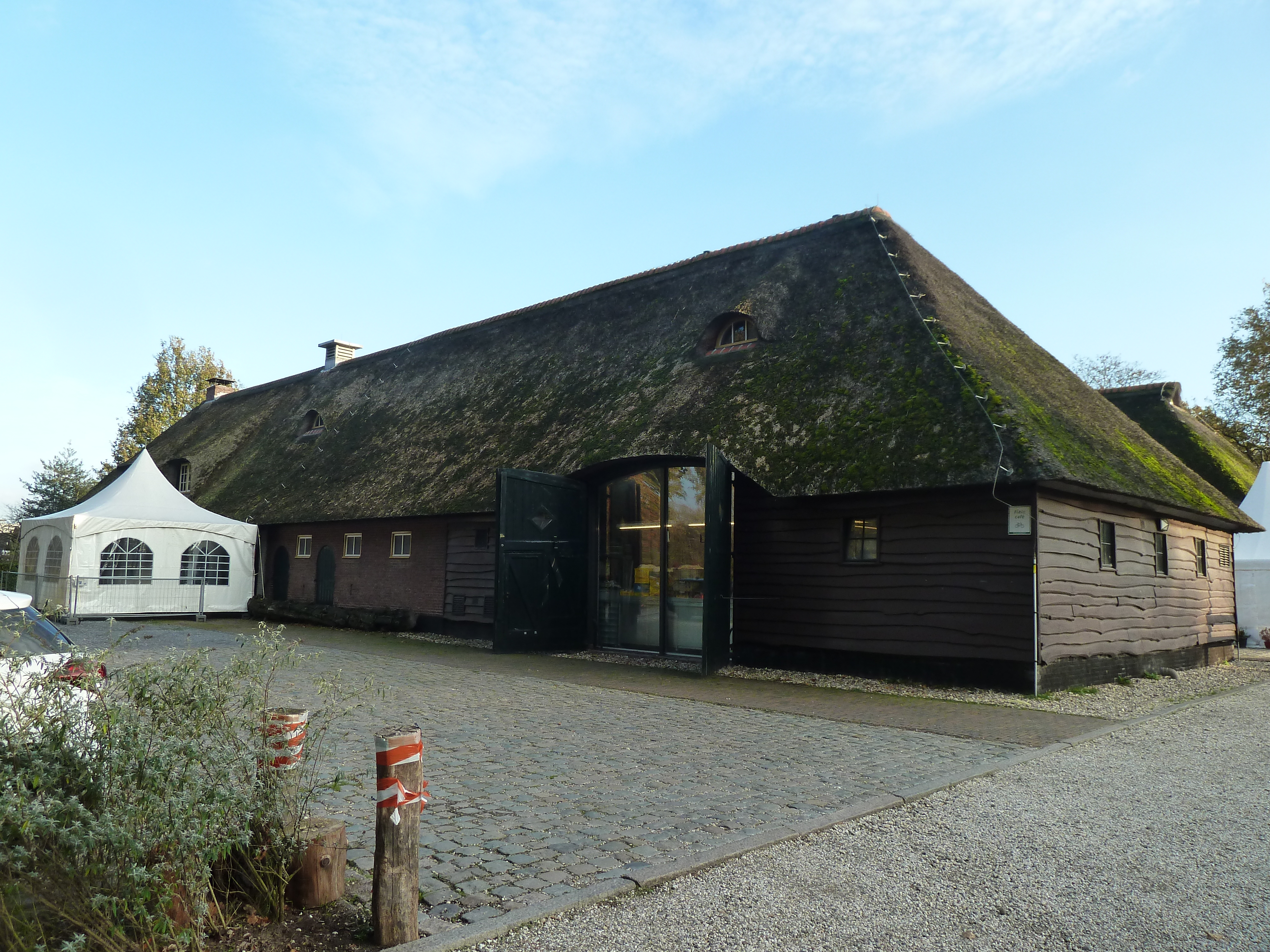
De Philipsboerderij bij het Wasven

Het Wasven is een 24 hectare groot natuurgebied en zorgboerderij op een voormalig landgoed in het stadsdeel Tongelre in Eindhoven.

## Geschiedenis
Het gebied, dat gelegen is tussen de Eisenhowerlaan en de spoorweg van Eindhoven naar Venlo, werd ontgonnen in de dertiende eeuw. Er werd toen een ontginningshoeve gebouwd. In 1405 kwam het in bezit van Willem de Roover en werd het aangeduid als 'Die Braeck en 't Ven'.
Het gebied bestond voor een belangrijk deel uit een heidegebied, de 'Hooge Heide' genaamd. Daarin lag een ven dat 'Wasven' werd genoemd, alsmede de 'Karpendonkse Loop', welke hemelwater afvoerde naar de Dommel. In het ven werden jaarlijks voor het scheren de schapen gewassen, vandaar de naam. Het ven en waterloop verdwenen in de loop van de tijd.
In de zeventiende eeuw kwam er meer bebouwing, er ontstond een U-vormig complex, bestaande uit een landhuis en een boerderij, die via een dwarsgebouw met elkaar verbonden waren. De boerderij werd toen 'Hoffken te Tongelre' genoemd. De lindebomen die voor deze boerderij stonden, bestaan nog steeds.
In 1846 werd het landgoed gekocht door Theodorus Smits van Eckart. Deze sloopte het landhuis in 1872 en bouwde in de plaats ervan een soort kasteeltje. Ook werd een nieuwe boerderij parallel aan de oude gebouwd, en werd het landgoedbos aangelegd. Een beukenlaan verbond het 'Hoffken' met de kern van Tongelre. Theodorus stierf omstreeks 1873, zijn weduwe Mathilde Maubach kwam bekend te staan als 'weldoenster van Tongelre'.
In 1920, nadat de weduwe was gestorven, werd het goed gekocht door de firma Philips, met het doel er een herstellingsoord voor personeel in te richten en er woningen te bouwen. In 1930 werden boerderij en landhuis gesloopt, maar vanwege de economische crisis kwam er van bouwactiviteiten niets terecht. In 1941 werd door Philips een nieuwe boerderij gebouwd, waar gedurende een aantal jaren het gemengd bedrijf werd uitgeoefend.
Omstreeks 1965 werd het Lorentz Casimir Lyceum in het gebied gebouwd. Verder bleef het een geïsoleerd stuk natuurgebied dat aan alle zijden omsloten was door de Eindhovense bebouwing. In 1995 werd het gekocht door de gemeente Eindhoven. De wijk Beauregard werd vlak langs de  beukenlaan uit de jaren 1870 gebouwd, deze laan liep daarbij nogal wat schade op. Ook werd een waterbergingsvijver gegraven die de oude naam 'Wasven' kreeg.

## Herstel
Als reactie op het gemeentelijk beleid werd door de Tongelrese bevolking in 1998 de actiegroep 'De Beuk Erin' opgericht. Doel daarvan was het herstel en de opwaardering van het landgoed. Toen in 2003 de boerderij door de gemeente te koop werd gezet, was het de actiegroep die een plan opstelde om boerderij en landgoed als eenheid te bewaren. In 2006 werd de zogenoemde Philipsboerderij aangekocht door een stichting die voorkwam uit de actiegroep. Hij werd opgeknapt en staat op de Eindhovense gemeentelijke monumentenlijst.
Nadat archeologisch onderzoek was verricht werd in 2007 is het erf van de boerderij opnieuw ingericht, waarbij de contouren van het oude landhuis opnieuw zichtbaar zijn gemaakt, er zijn beukenhagen geplant en kunstwerken van Lennie van Vugt geplaatst.
In 2011 is begonnen met het herstel van de Karpendonkse Loop. Deze zal het hemelwater van de nabijgelegen woonwijken afvoeren. Het water kan ook in het gebied worden vastgehouden, zodat een vochtiger milieu kan ontstaan.
De kasteeltuin, achter de boerderij, bevat een aantal bijzondere bomen. Een daarvan is een plataan uit 1760 die de 'Gevlekte Zuiderling' wordt genoemd. In 2022 liep de boom door brandstichting ernstige schade op.

## Stichting
Het gebied wordt sinds 2005 beheerd als 'Groendomein Wasven', een stichting met als doel om de boerderij en het omliggende landgoed te behouden en te versterken via duurzame ontwikkeling. In de boerderij zijn een restaurant, bakkerij, koffiebranderij, groenwerkplaats en een winkel gevestigd. Ook wordt er aan natuureducatie gedaan, is er een tuinbouwbedrijf en is er een wandeling van drie kilometer lang wandeling over het landgoed uitgezet.
De boerderij functioneert als zorgboerderij, dit betekent dat mensen met een verstandelijke beperking er samen met beroepskrachten en vrijwilligers werken.